# Gorczyce (powiat ełcki)
Gorczyce (niem. Gorczitzen, 1928–1945 Deumenrode) – wieś w Polsce położona w województwie warmińsko-mazurskim, w powiecie ełckim, w gminie Prostki.
W latach 1975–1998 miejscowość należała administracyjnie do województwa suwalskiego.

## Zabytki
- Grodzisko w Gorczycach – w pobliżu wsi znajduje się grodzisko zbudowane w średniowieczu na pograniczu mazowiecku-jaćwieskim. W 1977 roku było sondażowo badane przez L.Leńczyka. Warownia wzniesiona była na południowym cyplu wysoczyzny morenowej. Gród był niewielki (wymiary majdanu ok. 35–40 m x 30 m) i miał formę owalną, z majdanem otoczonym przez wał pierścieniowy. Przejście bramne znajdowało się prawdopodobnie w południowej części obiektu. Wały grodziska są uszkodzone wkopami z okresu II wojny światowej. Pozostałą część wysoczyzny zajmowała rozległa osada podgrodowa.